# Haunted Honeymoon
Haunted Honeymoon is een film uit 1986 geregisseerd en geschreven door Gene Wilder die tevens de hoofdrol speelt. Andere rollen zijn voor Gilda Radner, Dom DeLuise en Jonathan Pryce. Het is de laatste film waarin Radner verscheen voordat ze in 1989 overleed aan eierstokkanker.

## Verhaal
Sinds Larry Abbot zijn vriendin Vickie Pearle ten huwelijk heeft gevraagd, lijdt hij aan paniekaanvallen en een spraakgebrek. Dat is een probleem gezien beiden de hoofdvertolkers zijn van het rechtstreeks uitgezonden radioprogramma "Manhattan Mystery Theater". Dit zijn hoorspelen over mysterieuze, fantastische moordzaken. Vicky vermoedt dat Larry's gedrag te wijten is aan "stress-voor-het-huwelijk", maar vreest dat ze zullen worden ontslaan.
Paul Abbot, een oom van Larry, denkt hem te kunnen genezen via shocktherapie. Daarom gaat Larry voor enige tijd logeren in het herenhuis waar het merendeel van zijn excentrieke familie woont. Paul en de familie zetten een plan in scène om Larry “te genezen” door hem enorm te laten schrikken. Wat niemand weet, is dat er ook een weerwolf in en rond het herenhuis sluipt waardoor men belandt in een reële versie van “Manhattan Mystery Theater”.

## Personages
| Acteur                 | Personage               | opmerking                                  |
| ---------------------- | ----------------------- | ------------------------------------------ |
| Gene Wilder            | Larry Abbot             |                                            |
| Gilda Radner           | Vickie Pearle           | toekomstige vrouw van Larry                |
| Dom DeLuise            | Katherine "Kate" Abbot  | groottante                                 |
| Jonathan Pryce         | Charles "Charlie" Abbot | neef                                       |
| Eve Ferret             | Sylvia                  | vrouw van Charlie en ex-vriendin van Larry |
| Jim Carter             | Montego                 | magiër                                     |
| Jo Ross                | Susan                   | vrouw van Montego                          |
| Bryan Pringle          | Pfister                 | butler                                     |
| Ann Way                | Rachel                  | dienstmeid en de vrouw van Pfister         |
| Peter Vaughan          | Francis Abbot Sr.       | oom                                        |
| Paul L. Smith          | Paul Abbot              | dokter en oom                              |
| Julann Griffin         | Nora Abbot              | vrouw van Paul                             |
| Roger Ashton-Griffiths | Francis Jr.             | neef                                       |
| Billy J. Mitchell      | Mickey                  | politieman                                 |
| R.J. Bell              | Bill                    | politieman                                 |
| Will Kenton            |                         | weerwolf                                   |
| Alastair Haley         | Larry                   |                                            |
| Sally Osborne          |                         | moeder van Larry                           |

## Ontvangst
De film werd een financiële flop. In grote zalen werd de film na een tweetal weken al uit de programmatie geschrapt en na een maand werd deze bijna nergens meer vertoond. De VHS-versie deed iets beter.

## Prijzen
Dom DeLuise won een Golden Raspberry Award in de categorie “slechtste actrice in een bijrol”